# Biserica „Sfinții Arhangheli Mihail și Gavriil” din Grozești
Biserica „Sf. Arhangheli Mihail și Gavriil” este o biserică amplasată în Grozești, raionul Nisporeni, Republica Moldova. Este un monument arhitectural de importanță națională inclus în Registrul monumentelor Republicii Moldova ocrotite de stat cu nr. 885 (raionul Nisporeni). Datează din 1835.